# Huai He

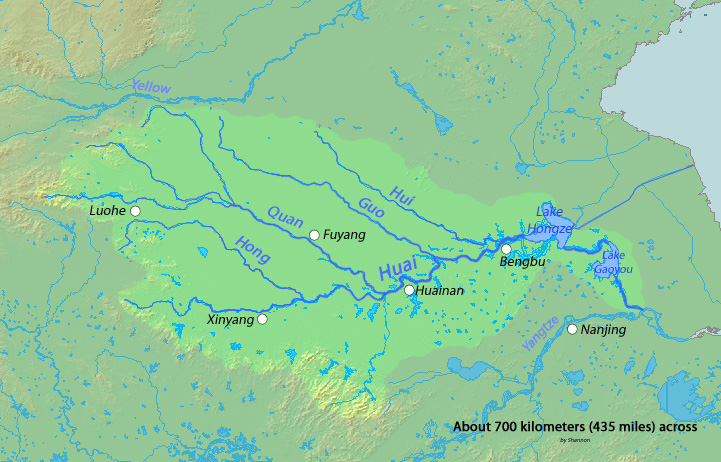
Mapa dorzecza Huai He

Huai He (chiń. upr. 淮河; pinyin Huái Hé) – rzeka we wschodnich Chinach o długości 1094 km i powierzchni dorzecza 186 000 km², lewy dopływ Jangcy. Na całej swej długości płynie przez Nizinę Chińską. Duże wahania stanu wód, w okresie letnim zasilana opadami monsunowymi rozlewa się na szerokość ponad 20 km, prowadząc wtedy nawet do 20 tys. m³ wody/s. Rzeka płynie w obwałowaniach, w znacznej części powyżej poziomu otaczającej niziny, co powoduje katastrofalne powodzie (np. w 1938 roku – 600 tys. ofiar w ludziach). W latach pięćdziesiątych niebezpieczeństwo powodzi znacznie ograniczono, wykonując rozległe prace regulacyjne i budując liczne zbiorniki.
Rzeka jest ważną arterią żeglowną.